# Lambda Canis Majoris
Désignations
Lambda Canis Majoris (λ CMa, λ Canis Majoris) est une étoile solitaire de la constellation du Grand Chien. C'est l'une des étoiles les plus méridionales de la constellation visible à l'œil nu avec une magnitude apparente de +4.48. L'étoile affiche une parallaxe annuelle de 7,70 mas mesurée par le satellite Hipparcos, ce qui permet d'en déduire qu'elle est distante d'environ ∼ 424 a.l. (∼ 130 pc) de la Terre. À cette distance, sa magnitude visuelle est diminuée de 0,14 en raison de l'extinction créée par la poussière interstellaire.
Lambda Canis Majoris est une étoile bleu-blanc de la séquence principale de type spectral B4 V âgée d'environ 40 millions d'années. Elle tourne sur elle-même à une vitesse de rotation projetée de 102 km/s. Sa masse vaut 5,7 fois celle du Soleil et elle est 560 fois plus lumineuse que le Soleil. Sa température effective est de 16 300 K.
Pour les astronomes arabes, cette étoile, avec ζ CMa, γ Col, δ Col, θ Col, κ Col, λ Col, μ Col et ξ Col, formaient Al Ḳurūd (ألقرد - al-qird), les Singes